# Тирольская династия
Альбертинеры (нем. Albertiner) или Тирольская династия — угасший знатный род, известный с XI века. Его представители правили в графстве Тироль до угасания династии в 1253 году.

## История

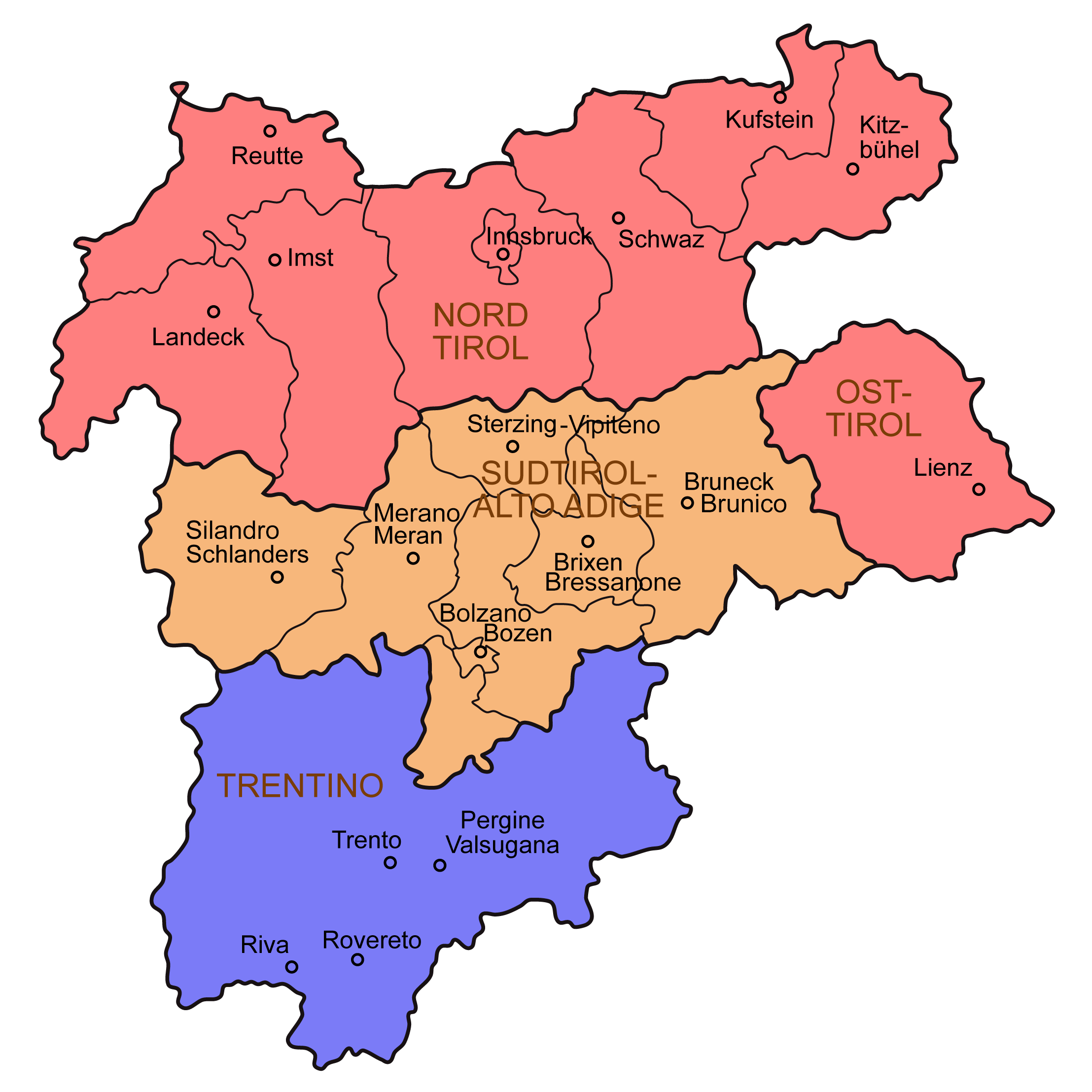
Части исторического Тироля

Первым достоверно известным представителем династии является Альбрехт I (ок. 1055—1110/1125), граф в областях Нориталь, Виппталь и Иннталь в Южном Тироле и фогт епархии Трента. Достоверно его происхождение не установлено, однако существует гипотеза, что он был сыном Альбрехта I, графа в Ойрасбурге в Баварии и в областях Нориталь, Виппталь и Иннталь, владения которого располагались в данном регионе. Его женой была Адельгейда; её происхождение в источниках не указано, но существует основанная на ономастических данных версия, что она была дочерью графа Арнольда фон Диссена.
От брака Альбрехта I и Адельгеды известно двое сыновей: Альбрехт II (ок. 1101 — 24 января ок. 1165) и Бертольд I (ум. 1 марта ок. 1180). Альбрехт II в 1141 году был назван графом Тироля по названию принадлежащего ему замка Тироль. Альбрехт не оставил детей, поэтому владения унаследовал его младший брат Бертольд I. Из его двух сыновей старший, Бертольд II, умер вскоре после отца, в результате владения унаследовал второй сын, Генрих I.
Самым могущественным представителем династии был Альбрехт III, сын Генриха I. Он смог расширить свои владения: в 1216 году Альбрехт получил должность викария епископа Бриксена, что передало под контроль тирольского графства обширные владения епископа в Альпийском регионе.
Кроме того, он заключил союз со своим соседом, герцогом Меранским Оттоном I, владеющими практически всем Северным Тиролем, включая Инсбрук — единственный относительно крупный тирольский город. Этот союз был позже скреплён браком между Оттоном II, наследником герцога Меранского, и Елизаветой, младшей дочерью Альбрехта. Старшую же дочь Альбрехт выдал за другого соседа, графа Горицы Мейнхарда III. После смерти бездетного Оттона II Меранского по соглашению 1241 года Альбрехт унаследовал владения Андексов в Тироле вместе с Инсбруком. Это резко усилило влияние Тирольского графства, которое теперь стало крупнейшим княжеством региона.
Альбрехт не имел сыновей, поэтому его основным наследником стал зять, Мейнхард III. Часть северотирольских ленов получил также муж младшей дочери Альбрехта, граф Гебхард IV фон Хиршберг.

## Генеалогия
- Альбрехт I (ок. 1055 — 1110/1125), граф Тироля; жена: Адельгейда[2].
  - Альбрехт II  (ок. 1101 — 24 января ок. 1165), граф Тироля; жена: Виллибурга (Адельгейда) фон Дахау, дочь Конрада I[нем.], графа Дахау, и Виллибурги[2].
  -  Бертольд I (ум. 1 марта ок. 1180), граф Тироля с ок. 1165; жена: Ne фон Ортенбург, дочь Оттона I, графа фон Ортенбург[2].
    - Бертольд II (ок. 1165 — 28 декабря 1181), граф Тироля с ок. 1180[2].
    -  Генрих I (ум. 14 июня 1190/1202), граф Тироля с 1181; жена: Агнес фон Ванген, дочери Альберо I фон Ванген. Её вторым мужем был Мейнхард I фон Абенсберг, граф фон Роттенегг[2].
      - Альбрехт III (ум. 22 июля 1253), граф Тироля с 1190/1202; жена: Ута фон Фронтенхаузен (ум. 1254), дочь Генриха III, графа фон Фронтенхаузена, и Адельгейды[2].
        - Адельгейда (ум. 26 мая 1275/1279), наследница Тироля; муж: Мейнхард III (I) (ум. 20 января 1258), граф Горицы (под именем Мейнхард III) с ок. 1231, граф Тироля (под именем Мейнхард I) с 1253[2].
        -  Елизавета (ум. 10 октября 1256); 1-й муж: с 1234 Оттон III (ум. 19 июня 1248), пфальцграф Бургундии (под именем Оттон III) с 1231, герцог Меранский (под именем Оттон II) с 1234; 2-й муж: Гебхард IV (ум. 27 февраля 1275), граф фон Хиршберг[2].

      - дочь; муж: Мейнхард II (ум. ок. 1231), граф Горицы[2].
      - Агнес; муж: Генрих II (ум. 3 ноября 1272), граф фон Эшенлоэ[2].
      -  Матильда (ум. 10 марта до 1218); муж: Бертольд III (ум. 24 апреля 1260), граф фон Эшенлоэ[2].